# Ajiona Alexus
Ajiona Alexus (Medellín, 16 de março de 1996) é uma atriz americana, que ficou conhecida por seus papéis em The Rickey Smiley Show, Empire, 13 Reasons Why, Acrimony.

## Vida Pessoal
Alexus nasceu em 16 de março de 1996 em Tuskegee, Alabama. Ela se formou em Artes Teatrais na Escola de Belas Artes do Alabama.

## Filmografia

### Television
| Ano           | Título                 | Papel                   | Notas        |
| ------------- | ---------------------- | ----------------------- | ------------ |
| 2012-2014     | The Rickey Smiley Show | De’Anna                 | 24 episódios |
| 2015          | Grey's Anatomy         | Marissa McKay           | 1 episódio   |
| 2015          | Code Black             | Keesha Platt            | 1 episódio   |
| 2016-2017     | Empire                 | Adolescente Cookie Lyon | 8 episódios  |
| 2017-2020     | 13 Reasons Why         | Sheri Holland           | 10 episódios |
| 2017          | Sons 2 the Grave 1     | Shawna Wilson           |              |
| 2018-presente | Light As A Feather     | Olivia                  | 9 episódios  |

### Filmes
| Ano  | Título                | Papel           |
| ---- | --------------------- | --------------- |
| 2017 | Something Like Summer | Alison Cross    |
| 2018 | Family Blood          | Meegan          |
| 2018 | Acrimony              | Jovem Melinda   |
| 2018 | Breaking In           | Jasmine Russell |